# Asterostigma cubense
Asterostigma cubense är en kallaväxtart som först beskrevs av Achille Richard, och fick sitt nu gällande namn av Kurt Krause och Josef Bogner. Asterostigma cubense ingår i släktet Asterostigma och familjen kallaväxter. Inga underarter finns listade.